# ناصر القحطاني (لاعب كرة قدم)
ناصر القحطاني لاعب كرة قدم سعودي سابق ، ولعب في و نادي الروضة ، كما مثل المنتخب السعودي.